# Райгородоцька сільська рада (Бердичівський район)
Райгородоцька сільська рада — орган місцевого самоврядування Райгородоцької сільської територіальної громади Бердичівського району Житомирської області з розміщенням у с. Райгородок.

## Склад ради

### VIII скликання
Рада складається з 22 депутатів та голови.
25 жовтня 2020 року, на чергових місцевих виборах, було обрано 22 депутати ради, з них (за суб'єктами висування): Всеукраїнське об'єднання «Батьківщина» — 10, самовисування — 9, «За майбутнє» — 2 та «Слуга народу» — 1.
Головою громади обрали члена та висуванця ВО «Батьківщина» Максима Самчика, чинного голову Бердичівської районної ради.

### Перший склад ради громади (2018р.)
Перші вибори депутатів ради громади та Райгородоцького сільського голови відбулись 23 грудня 2018 року. Було обрано 21 з 22 депутатів, з них (за суб'єктами висування: самовисування — 15, Всеукраїнське об'єднання «Батьківщина» — 4, Об'єднання «Самопоміч» та Радикальна партія Олега Ляшка — по 1.
Головою громади обрали члена БПП «Солідарність», самовисуванку Галину Кудлай, Буряківського сільського голову.
13 січня 2019 року, на повторному голосуванні з виборів депутата від 13-го округу, переміг представник об'єднання «Самопоміч».

## Керівний склад сільської ради
| ПІБ                          | Основні відомості                                                                          | Суб'єкт висування                      | Дата обрання | Дата звільнення |
| ---------------------------- | ------------------------------------------------------------------------------------------ | -------------------------------------- | ------------ | --------------- |
| Семенюк Віктор Анатолійович  | Сільський голова, 1965 року народження, освіта, член Української Народної Партії           |                                        | 26.03.2006   | 31.10.2010      |
| Савін Олександр Анатолійович | Сільський голова, 1972 року народження, освіта середня спеціальна, член Партії регіонів    |                                        | 31.10.2010   | 15.12.2013      |
| Савіна Оксана Леонідівна     | Сільський голова, 1973 року народження, освіта середня спеціальна, член Партії регіонів    |                                        | 15.12.2013   | 25.10.2015      |
| Кудлай Галина Миколаївна     | Сільський голова, 1963 року народження, освіта середня спеціальна, член БПП «Солідарність» | Самовисування                          | 23.12.2018   | 25.10.2020      |
| Самчик Максим Юрійович       | Сільський голова, 1977 року народження, освіта середня спеціальна, член ВО «Батьківщина»   | Всеукраїнське об'єднання «Батьківщина» | 25.10.2020   |                 |

Примітка: таблиця складена за даними джерела

## Історія
Створена 1923 року в складі містечка Райгородок та хутора Садиба Озадівської волості Житомирського повіту Волинської губернії. Станом на 1 жовтня 1941 року х. Садиба не значився на обліку населених пунктів.
Станом на 1 вересня 1946 року входила до складу Янушпільського району Житомирської області, на обліку в раді перебувало с. Райгородок.
11 серпня 1954 року, відповідно до указу Президії Верховної ради Української РСР «Про укрупнення сільських рад по Житомирській області», до складу ради включено с. Андріяшівка ліквідованої Андріяшівської сільської ради Янушпільського району. 7 січня 1963 року, відповідно до рішення Житомирського облвиконкому № 16 «Про об'єднання та ліквідацію деяких сільських і селищних рад», підпорядковано села підпорядковано села Лемеші та Мартинівка ліквідованої Лемешівської сільської ради Бердичівського району.
На 1 січня 1972 року сільська рада входила до складу Бердичівського району Житомирської області, на обліку в раді перебували села Андріяшівка, Лемеші, Мартинівка та Райгородок.
21 червня 1991 року, відповідно до рішення Житомирської обласної ради «Про внесення змін в адміністративно-територіальний устрій окремих районів», у с. Андріяшівка відновлено окрему сільську раду.
До 2018 року — адміністративно-територіальна одиниця в Бердичівському районі Житомирської області з підпорядкуванням сіл Райгородок, Лемеші та Мартинівка та площею території 56,59 км².
Входила до складу Янушпільського (7.03.1923 р.), Чуднівського (28.11.1957 р.) Бердичівського (20.03.1959 р.) районів.

### Населення
Кількість населення ради станом на 1923 рік становила 2 333 особи, кількість дворів — 320.
Відповідно до перепису населення СРСР, станом на 17 грудня 1926 року, чисельність населення ради становила 2 357 осіб, з них, за статтю: чоловіків — 1 112, жінок — 1 245, етнічний склад: українців — 1 191, росіян — 9, євреїв — 672, поляків — 480, чехів — 1, інші — 4. Кількість господарств — 538, з них несільського типу — 117.
Відповідно до результатів перепису населення СРСР, кількість населення ради станом на 12 січня 1989 року становила 1 707 осіб.
Станом на 5 грудня 2001 року, відповідно до перепису населення України, кількість мешканців сільської ради становила 1 433 особи.

#### Мова
Розподіл населення за рідною мовою за даними перепису 2001 року:
| Мова       | Відсоток |
| ---------- | -------- |
| українська | 99,09 %  |
| російська  | 0,77 %   |
| білоруська | 0,07 %   |
| молдовська | 0,07 %   |